# Pascal-Firmin Ndimira

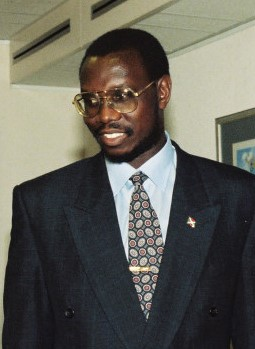
Pascal-Firmin Ndimira, 1996

Pascal-Firmin Ndimira (* 9. April 1956 in Muyinga) war Premierminister von Burundi vom 13. Juni 1994 bis zum 12. Juli 1998.
Ndimira, ein gebürtiger Hutu aus der Provinz Ngozi, ist ein Mitglied der Union for National Progress (UPRONA).